# کالینوگ

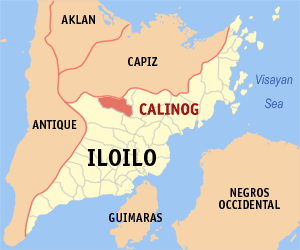
نمایی از نقشهٔ کالینوگ در استان ایلویلو، فیلیپین - ۲۰۰۵

کالینوگ (هیلیگاینون: Banwa sang Calinog , Kinaray-a , تاگالوگ: Bayan ng Calinog) یک شهر با شهرداری درجه یک در استان ایلویلو، فیلیپین است. طبق سرشماری سال ۲۰۲۰، جمعیت آن ۶۲۸۵۳ نفر است. کالینوگ از نظر سیاسی به ۵۹ منطقه تقسیم می‌شود.